# Pseudargyria
Pseudargyria là một chi bướm đêm thuộc họ Crambidae.